# 李舜卿
李舜卿，宛平人，是一名清朝政治人物。监生出身。
李舜卿曾于康熙五十五年接替姚让任福州府知府一职，康熙五十七年由韩奕接任。